# Poddubnoje (Kaliningrad, Gurjewsk, Nisowje)
Poddubnoje (russisch Поддубное, deutsch Fürstenwalde, Kreis Königsberg/Samland) ist ein Ort in der russischen Oblast Kaliningrad. Er gehört zur kommunalen Selbstverwaltungseinheit Stadtkreis Gurjewsk im Rajon Gurjewsk.

## Geographische Lage
Poddubnoje liegt elf Kilometer östlich von Kaliningrad (Königsberg) an einer nördlichen Seitenstraße der Kommunalstraße 27K-070 von Pribreschnoje (Palmburg) nach Dobroje (Groß Legden). Eine Bahnanbindung besteht nicht mehr. Bis 1945 war Sonnigkeim (russisch: Sasanowka) die nächste Bahnstation an der Strecke von Königsberg (Preußen) über Possindern (russisch: Roschtschino) nach Tapiau (Gwardeisk) der Königsberger Kleinbahn.

## Geschichte
Das bis 1946 „Fürstenwalde“ genannte einstige Gutsdorf kam 1874 in den neu gebildeten Amtsbezirk Bulitten und gehörte bis 1939 zum Landkreis Königsberg (Preußen), von 1939 bis 1945 zum Landkreis Samland, im Regierungsbezirk Königsberg der preußischen Provinz Ostpreußen. 
Im Jahre 1910 hatte der Ort 87 Einwohner. Am 30. September 1928 gab Fürstenwalde seine Eigenständigkeit auf, indem es sich mit Sonnigkeim (russisch: Sasanowka) sowie Dossitten (Tscheremchowo) und Neidtkeim zur neuen Landgemeinde Dossitten zusammenschloss.
1945 kam Fürstenwalde mit dem nördlichen Ostpreußen zur Sowjetunion. Im Jahr 1947 erhielt der Ort die russische Bezeichnung Poddubnoje und wurde gleichzeitig dem Dorfsowjet Jaroslawski selski Sowet im Rajon Gurjewsk zugeordnet. Später gelangte der Ort in den Nisowski selski Sowet. Von 2008 bis 2013 gehörte Poddubnoje zur Landgemeinde Nisowskoje selskoje posselenije und seither zum Stadtkreis Gurjewsk.

## Kirche
Bei vorwiegend evangelischer Bevölkerung war Fürstenwalde bis 1945 in das Kirchspiel Neuhausen (russisch: Gurjewsk) eingepfarrt. Es gehörte zum Kirchenkreis Königsberg-Land II in der Kirchenprovinz Ostpreußen der Kirche der Altpreußischen Union. Letzter deutscher Geistlicher war Pfarrer Herbert Schott.
Heute liegt Poddubnoje im Einzugsbereich der evangelisch-lutherischen Auferstehungskirche in Kaliningrad (Königsberg). Sie ist die Hauptkirche der Propstei Kaliningrad der Evangelisch-lutherischen Kirche Europäisches Russland (ELKER).